# バスむすめ
バスむすめ（bus★musume）は、トミーテックが発売しているブラインド販売のトレーディングフィギュア。先行して展開された姉妹商品の鉄道むすめと同様、実在のバス事業者で観光バスのバスガイドとして働く女性という設定のオリジナルキャラクターであり、「バスガイド制服コレクション」の副題が付けられている。キャラクターデザインは宙花こより。
姉妹商品の鉄道むすめとほぼ同じ仕様につき、鉄道むすめ#関連製品・サービスも参照のこと。なお、同社が発売するバス車両のミニチュアモデル「バスコレクション」のイメージキャラクターとして「バスガールフィギュア」が設定されており、これが鉄道むすめ・バスむすめのルーツとされる。
2008年4月から2009年5月まで、Vol.1 - 3を展開。それ以降は商品の発売がなく、公式サイトも閉鎖され閲覧できなくなっている。

## モデル一覧
鉄道むすめと同様、フィギュアの箱にはキャラクターのイラストが描かれたトレーディングカードが封入されているが、鉄道むすめのカードのように車両の写真は掲載されていない。カード下部バーのデザインは、各バス事業者の車両の塗装をイメージしたものとなっている。
本商品はvol.5より対象年齢が引き上げられた鉄道むすめと異なり、vol.1から対象年齢15歳以上となっているが、鉄道むすめと同様にモデルの下着相当部分は埋め込み仕様である。
モデルは以下、キャラクター名 - 所属事業者の順。

### vol.1
2008年4月発売。箱イラストは大田ぴあの。
バリエーションモデルは、松本あずみ・山中かえで以外の4種類に設定。
- 01. 大田ぴあの - はとバスエージェンシー
- 02. 祇園あおい - 帝産観光バス（旧制服）
- 03. 松本あずみ - アルピコハイランドバス（アルピコ交通）
- 04. 鶴見かんな - 亀の井バス（旧制服）
- 05. 山中かえで - 富士急行
- 06. 佐古よしの - 徳島バス
- シークレット - S01. 大月みーな（鉄道むすめの富士急行キャラクター。バスガイド制服バージョン）

### vol.2
2008年9月発売。箱イラストは白土あすか。
バリエーションモデルは、箕輪あさひ・鶴見かんな以外の4種類に設定。
- 07. 箕輪あさひ - 伊那バス
- 08. 尾山なぎさ - 北陸交通（貸切バス事業者、北陸鉄道子会社）
- 09. 白土あすか - 奈良交通
- 10. 真志喜いずみ - 沖縄バス
- 11. 祇園あおい - 帝産観光バス（新制服）
- 12. 鶴見かんな - 亀の井バス（新制服）
- シークレット - S02. 鶴見かんな（亀の井バスのマスコット「かめたん」付き）

### vol.3
2009年5月発売。箱イラストは大田ぴあの（2008年制服バージョン）。
バリエーションモデルは、上野ひろみ・大田ぴあの以外の4種類に設定。
2008年がはとバス創業60周年に当たることから、歴代のバスガイド制服より6種類をピックアップしている。そのためシリーズの通し番号でなく、制服が使用されていた年代がナンバーに使用されている。
- '72（昭和47年） - 上野ひろみ
- '75（昭和50年） - 新井ようこ
- '80（昭和55年） - 大黒ももえ
- '89（平成元年） - 赤坂つぐみ
- '91（平成3年） - 芝浦じゅり
- '08（平成20年） - 大田ぴあの
- シークレット - S03. 大田ぴあの（'72制服バージョン）

## キャラクター一覧
キャラクターの名前は、営業所や本社所在地の地名、貸切バスの名称など、彼女たちの所属するバス事業者にゆかりのものに由来する。

### vol.1から登場
大田 ぴあの（おおた ぴあの）
名前の由来は、はとバスの本社所在地・東京都大田区と、同社のツアー専用バス「ピアニシモ」から。
はとバスエージェンシー所属。子供の頃からバスが大好きで、車庫で整備を手伝うことも。
祇園 あおい（ぎおん あおい）
名前の由来は、所属する支店の所在地・京都の伝統行事である祇園祭と葵祭から。
帝産観光バス所属。修学旅行生に人気が高く、異性はもとより同性から愛の告白を受けることもある。
松本 あずみ（まつもと あずみ）
名前の由来は、アルピコハイランドバスの本社所在地・長野県松本市と長野県中部の安曇野地方から。
アルピコハイランドバス所属。遠くまでよく通る声が自慢。果物、特にりんごが大好きでりんごグッズを見つけると思わず買ってしまう。
鶴見 かんな（つるみ かんな）
名前の由来は、亀の井バスの本社所在地・大分県別府市大字鶴見と同市内の鉄輪（かんなわ）バスセンターから。
亀の井バス所属。祖母から3代目のバスガイド一家出身。温泉の話を始めるとついつい止まらなくなってしまう。
山中 かえで（やまなか かえで）
名前の由来は、山中湖と山梨県の県木・カエデから。
富士急行所属。絶対音感を持ち、どんなリクエストにも応える自信が有る。河口湖駅に務める大月みーなとは大の親友同士。
佐古 よしの（さこ よしの）
名前の由来は、徳島バスの本社所在地（徳島市出来島本町）に隣接する佐古地区と吉野川から。
徳島バス所属。おばあちゃん子で、高齢者から可愛がられることが多い。介護福祉士の資格を所有。
大月 みーな（おおつき みーな）
シークレットで登場。鉄道むすめのキャラクターのバスガイドバージョン（友情出演）。鉄道むすめの登場人物#vol.3から登場を参照。

### vol.2から登場
箕輪 あさひ（みのわ あさひ）
名前の由来は、伊那バス箕輪営業所（長野県上伊那郡箕輪町）と朝日支所前バス停（上伊那郡辰野町）から。
伊那バス所属。趣味は風景画で、高校時代にコンクールで入賞したことも。環境問題への意識が高い。
尾山 なぎさ（おやま なぎさ）
名前の由来は、尾山神社（石川県金沢市）と千里浜なぎさドライブウェイから。
北陸交通所属。剣道は初段の腕前。父親の影響でナマコが好物。
白土 あすか（しらつち あすか）
名前の由来は、奈良交通奈良営業所の所在地・奈良県大和郡山市白土町と、高市郡明日香村一帯の旧称「飛鳥」から。
奈良交通所属。鹿を思わせる髪型と元気に飛び回る様子から「ばんびちゃん」と呼ばれている。好物は煎餅。
真志喜 いずみ（ましき いずみ）
名前の由来は、沖縄バス真志喜駐車場（沖縄県宜野湾市）と、那覇バスターミナルの所在地・那覇市泉崎）から。
沖縄バス所属。サーフィンとスキューバダイビングが趣味で、レスキューダイバーのライセンスも取得している。

### vol.3から登場
全員がはとバスまたは子会社のはとバスエージェンシー所属。
上野 ひろみ（うえの ひろみ）
名前の由来は、1972年に日中国交正常化を記念して中国から贈られたパンダを公開した上野動物園と、当時の流行歌手から。
さそり座の女。ホットパンツやパンタロンを好んで着用。テレビで見たパンダの可愛らしさに惹かれ、現物を見に行きたいと思っている。
新井 ようこ（あらい ようこ）
名前の由来は、1975年当時の観光コース「新井薬師と柴又帝釈天初詣コース」と、同年の流行歌から。
お笑い番組が好きで、本人も乗客を笑わせることを生き甲斐にしている。特に健康のためではなく、味が気に入ったからとの理由でブームになっている紅茶キノコを愛飲。
大黒 ももえ（おおぐろ ももえ）
名前の由来は、1980年当時の観光コース「浅草名所七福神コース」の浅草神社祭神である大国主命＝大黒天と、同年に引退したアイドル歌手から。
流行に敏感で、テクノポップを愛聴。ゲーム&ウオッチではかなりの腕を見せる。
赤坂 つぐみ（あかさか つぐみ）
名前の由来は、1989年当時の観光コース「粋と雅・赤坂高級料亭コース」と、同年のベストセラー小説から。
カラオケが趣味で、マイクを手にすると性格が豹変する。最近のお気に入りは深夜のアマチュアバンド勝ち抜き番組。
芝浦 じゅり（しばうら じゅり）
名前の由来は、1991年当時に一大ムーブメントを巻き起こしたディスコと、その所在地である東京都港区芝浦から。
ディスコで踊り明かすのが趣味だが、公私の分別は徹底しており翌日に遅刻するようなことは無い。周囲に薦められた「人混みから主人公を探す絵本」で悪戦苦闘中。

## 人気投票
鉄道むすめと同様、公式サイトで本シリーズの各回発売毎に、発売された回のキャラクターを対象とした人気投票「バスむすめキャラクター人気投票」を実施していた。
投票の結果は下記の通り。各回とも3位以下は発表されていない。
1. 第1回人気投票：第1位 - 山中かえで / 次点 - 祇園あおい
2. 第2回人気投票：第1位 - 白土あすか / 次点 - 尾山なぎさ
3. 第3回人気投票：第1位 - 大田ぴあの / 次点 - 赤坂つぐみ

## コラボレーション
フジミ模型のいすゞガーラSHD32分の1の事業者別モデルに、本シリーズの当該事業者キャラクターのフィギュアが付属したトミーテックとのコラボレーション商品が、フジミ模型より発売されていた。
フィギュアは単体品と同じ仕様であるが、パッケージ及び同梱ポスターのイラストは宙花こよりが新規に描き下ろしている。内容は以下の通り。
- 2008年6月発売
  - はとバス/大田ぴあの
  - アルピコハイランドバス/松本あずみ
- 2008年11月発売
  - 富士急シティバス/山中かえで
- 2009年6月発売
  - はとバス60周年記念号・ブルーバージョン/大田ぴあの